# Rick Goldmann
Erich Alfons „Rick“ Goldmann (* 7. April 1976 in Dingolfing) ist ein ehemaliger deutscher Eishockeyspieler, der zehn Spielzeiten in der Deutschen Eishockey Liga (DEL) absolvierte und ein Spiel in der National Hockey League (NHL) bestritt. Er absolvierte 126 Länderspiele in der deutschen Nationalmannschaft und nahm an zwei Olympischen Spielen sowie sieben Weltmeisterschaften teil. Seit seinem Karriereende tritt er regelmäßig als Experte und TV-Kommentator in Eishockeyübertragungen auf.

## Karriere

### Verein
Sein erstes Spiel als Profi spielte Goldmann für den EV Landshut in der Bundesliga im Alter von 17 Jahren. Darauf folgten zwei DEL-Jahre für die Adler Mannheim, eins für die Kaufbeuren Adler. Nachdem er beim NHL Entry Draft 1996 durch die Ottawa Senators an Position 212 ausgewählt worden war, unterschrieb Goldmann 1997 einen Dreijahresvertrag bei den Ottawa Senators und startete in der AHL bei Worcester. Am 11. November 1999 gegen die Nashville Predators machte Goldmann sein einziges NHL-Spiel, bei dem er sich schwer am Fuß verletzte. Nach drei Jahren in Nordamerika kehrte er nach Deutschland zurück.
Dort spielte er zuerst für die Moskitos Essen, nach deren finanziellem Aus für den Aufsteiger ERC Ingolstadt. 2003 heuerte er bei den Iserlohn Roosters an, wo er zu den Führungsspielern gehörte. 2005 plagte ihn eine schwere Fußverletzung, die ihn von Januar bis August außer Gefecht setzte. Nach der Saison 2006/07 beendete er seine DEL-Karriere, um in München im Medizinmanagement zu arbeiten. Bei seinem 500. und gleichzeitig letzten DEL-Spiel trug er mit Ausnahmegenehmigung die Rückennummer 500.
Am 8. Juni 2007 gaben Goldmann und der EHC München bekannt, dass Goldmann einen Vertrag für zwei Jahre beim EHC München unterschrieben hatte, doch bereits nach einer Saison beendete er seine Karriere aufgrund einer Verletzung.
Am 28. Mai 2011 wurde Goldmann in die Hall of Fame des deutschen Eishockeys aufgenommen.

### International
Erich Goldmann wurde schon in der Jugend in Auswahlmannschaften berufen und spielte für Deutschland drei European Junior Championships und drei World Junior Championships. Bei den Senioren nahm er unter anderem an zwei Olympischen Spielen, sechs A-Weltmeisterschaften, einer B-Weltmeisterschaft und am World Cup of Hockey teil. Insgesamt absolvierte er 126 Länderspiele.

## Erfolge und Auszeichnungen
- 2002 Teilnahme am DEL All-Star Game

## Nach der aktiven Karriere
Goldmann hatte schon während seiner Karriere als Spieler Medizinmanagement studiert. Nach dem Ende seiner aktiven Karriere gründete er drei Praxen für Physiotherapie in München. Die Praxen sind offizieller Therapiepartner des Olympiastützpunkt Bayerns und durch viele Behandlungen mit Leistungssportlern spezialisiert auf Sportphysiotherapie.

### Sportkommentator
Seit 2008 tritt er regelmäßig als Experte und TV-Kommentator bei Eishockeyübertragungen auf Sport1, Magenta Sport, ServusTV, ARD, ProsiebenMaxx und ProSieben auf.
Im Rahmen der Eishockey-Weltmeisterschaft 2008 verpflichtete das Deutsche Sportfernsehen DSF, heute Sport1, den 126-maligen deutschen Nationalspieler, der an der Seite von Marc Hindelang die im deutschen Fernsehen gezeigten Spiele mitkommentierte. Auch bei den Weltmeisterschaften 2009 in der Schweiz, 2010 in Deutschland, der 2011 in der Slowakei sowie 2012 und 2013 jeweils in Finnland und Schweden übernahm er diese Aufgabe. Weiterhin ist Goldmann seit 2012 regelmäßig bei den Übertragungen der Partien der Deutschen Eishockey Liga auf Sport1 und der Ersten Bank Eishockey-Liga bei ServusTV als TV-Experte und Kommentator tätig.

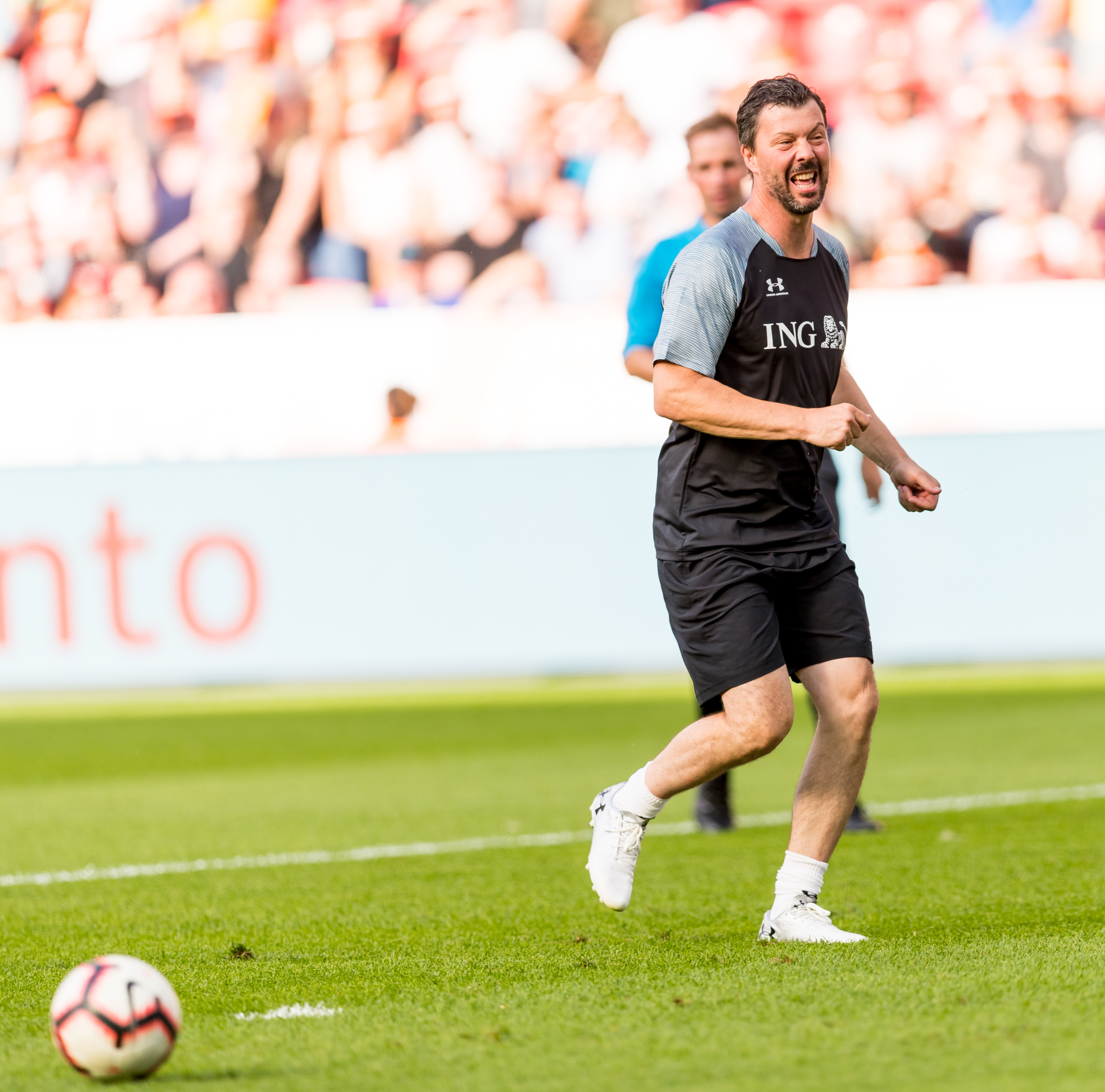
Rick Goldmann beim Benefiz-Fußballspiel „Champions for Charity 2019“ in der Leverkusener BayArena

Goldmann kommentierte mit Sebastian Schwele für Sport1 die Eishockey-Weltmeisterschaften bis 2023. Im Rahmen dieses Ereignisses erfolgte Anfang 2017 die Nominierung für den deutschen Fernsehpreis in der Kategorie „Beste Sportsendung“. Ab 2024 übernimmt Rick Goldmann für ProSieben die Experten-  und Co-Kommentatorenrolle bei der Eishockey-WM.
2022 gehörte er bei der Eishockeyübertragung der ARD Sportschau der Olympischen Winterspiele 2022 zum Experten-Team und war Co-Kommentator. Zudem übernahm er die Experten-Rolle und Co-Kommentierung bei der Ran-Übertragung der National Hockey League auf ProSieben Maxx.

### Buchautor
Im September 2019 erschien das von Goldmann mit dem Sportjournalisten Günter Klein als Co-Autor geschriebene Buch „Eiszeit! Warum Eishockey der geilste Sport der Welt ist“. Goldmann beschreibt darin die Eishockey-Welt aus der Sicht eines Profispielers, untermauert mit persönlichen Erlebnissen. Das Buch erreichte Platz 9 in der Spiegel-Bestsellerliste und erhielt gute Kritiken, z. B. im Tagesspiegel.

## Karrierestatistik

### International
Vertrat Deutschland bei:
| - U18-Junioren-Europameisterschaft 1993 - U18-Junioren-Europameisterschaft 1994 - U20-Junioren-Weltmeisterschaft 1994 - U20-Junioren-Weltmeisterschaft 1995 - U20-Junioren-Weltmeisterschaft 1996 - Weltmeisterschaft 1996 - World Cup of Hockey 1996 - Weltmeisterschaft 1997 | - Weltmeisterschaft 1998 - Olympischen Winterspielen 1998 - B-Weltmeisterschaft 2000 - Weltmeisterschaft 2001 - Olympischen Winterspielen 2002 - Weltmeisterschaft 2002 - Weltmeisterschaft 2004 |

(Legende zur Spielerstatistik: Sp oder GP = absolvierte Spiele; T oder G = erzielte Tore; V oder A = erzielte Assists; Pkt oder Pts = erzielte Scorerpunkte; SM oder PIM = erhaltene Strafminuten; +/− = Plus/Minus-Bilanz; PP = erzielte Überzahltore; SH = erzielte Unterzahltore; GW = erzielte Siegtore; 1 Play-downs/Relegation; Kursiv: Statistik nicht vollständig)